# Coenraed de Waele
Coenraed de Waele (Deinze, 29 augustus 1952) is dichter en staat ook wel gekend als de officieuze stadsdichter van Gent.
In 1976 opende hij een muziekcafé in Gent op de hoek van de Sint-Jacobsnieuwstraat met de Gildestraat "Villa des Roses", genoemd naar de debuutroman van Willem Elsschot.
In 1984 debuteerde hij met de dichtbundel Pluimgewichten, uitgegeven in eigen beheer. Hij was in jaren tachtig journalist bij De Morgen en schreef ook gedichten voor De Gentenaar. In de jaren tachtig werkte hij ook bij theater De Bron, samen met actrice Greta Van Langendonck en Guido Lauwaert.
In 2000 kwam hij op bij de Gentse gemeenteraadsverkiezingen met de ludieke lijst Digter.  In 2022 gaf hij een dichtbundel uit met gedichten over Gent, gedrukt op een nachtplan, in samenwerking met Edmond Cocquyt jr.